# Death Tube
 (juin 2024).
Série
Death Tube 2
(2010)
Pour plus de détails, voir Fiche technique et Distribution.
Death Tube (Satsujin Douga Site) est un film japonais réalisé par Yōhei Fukuda, sorti en 2010.

## Fiche technique
- Titre : Death Tube
- Titre original : Satsujin Douga Site (殺人動画サイト　デスチュブ)
- Réalisation : Yōhei Fukuda
- Scénarios : Michitaka Okada Mari Asato
- Société de production :
- Musique : Masako Makino
- Pays d'origine : Japon
- Lieu de tournage : Japon
- Langue : japonais
- Genre : Horreur
- Durée : 1h57
- Dates de sortie : 
  -  Japon : 2010
  -  France : 3 mai 2012 (en vidéo)

## Distribution
- Shōichi Matsuda :
- Wataru Kaoru :
- Ishino Atsushi :